# Australia Cup (1965)
Australia Cup 1965 – czwarta edycja australijskiego krajowego pucharu piłkarskiego Australia Cup. W rozgrywkach wzięło udział 13 drużyn z sześciu stanów i terytoriów: Australia Południowa, Australia Zachodnia, Australijskie Terytorium Stołeczne, Nowa Południowa Walia, Queensland i Wiktoria. W ramach rozgrywek zostały przeprowadzone cztery rudny eliminacyjne (runda wstępna I, runda wstępna II, ćwierćfinał, półfinał), z których zwycięska para wchodziła do finału rozgrywek. Zwycięzcą rozgrywek Australia Cup została drużyna Sydney Hakoah, która pokonała w finale drużynę APIA Leichhardt.

## Uczestnicy Australia Cup 1965
| - APIA Leichhardt (FNSW) - St George Budapest (FNSW) - South Coast United (FNSW) - Sydney Hakoah (FNSW) - Wallsend (NNSWF) - Adelaide Juventus (FFSA) - Canberra Juventus (CF) |  | - George Cross (FFV) - Melbourne Juventus (FFV) - Port Melbourne Slavia (FFV) - South Melbourne Hellas (FFV) - Brisbane Hellenic (FQ) - Swan Athletic (FW) |

W rozgrywkach wzięło udział 13 drużyn z siedmiu federacji stanowych:
- Football NSW (FNSW, Nowa Południowa Walia): 4 drużyny;
- Football Federation Victoria (FFV, Wiktoria): 4 drużyny;
- Football Federation South Australia (FFSA, Australia Południowa): 1 drużyna;
- Football Queensland (FQ, Queensland): 1 drużyna;
- Northern NSW Football (NNSWF, północna część Nowej Południowej Walii): 1 drużyna;
- Football West (FW, Australia Zachodnia): 1 drużyna;
- Capital Football (CF, Australijskie Terytorium Stołeczne): 1 drużyna.

## Rozgrywki

### Runda wstępna I
| 14 października 1965 | Adelaide Juventus · M. Cruz 44' 45' · S. Herczeg 66' · J. Moriarty 85' | 4 – 2Raport | Swan Athletic · 17' Rorruis · 23' R. Bozich | Norwood Oval, Adelaide Widzów: 5 400 Sędzia: Lou Stafrace |
|                      |                                                                        |             |                                             |                                                           |

| 14 października 1965 | Wallsend · K. Whitmore 16' 86' · H. Schneider 26' · W. Davies 55' · N. Caesar sam. 70' | 5 – 1Raport | Brisbane Hellenic · 5' G. McMillan | Crystal Palace, Wallsend Widzów: 3 000 Sędzia: Harold Parsons |
|                      |                                                                                        |             |                                    |                                                               |

| 15 października 1965 | St George Budapest · V. Fernandez 23' · G. Yardley 40' 70' 78' · H. Rodriguez 55' 88' | 6 – 0Raport | Canberra Juventus | Sydney Athletic Field, Sydney Widzów: 1 345 Sędzia: D. Muir |
|                      |                                                                                       |             |                   |                                                             |

Według relacji w The Canberra Times frekwencja na meczu wynosiła 1 500 widzów.

### Rudna wstępna II
| 17 października 1965 | Port Melbourne Slavia · B. Savage 83' | 1 – 4Raport | Adelaide Juventus · 20' 28' 42' S. Herczeg · 49' J. Moriarty | Olympic Park Stadium, Melbourne Widzów: 5 000 Sędzia: Tony Boskovic |
|                      |                                       |             |                                                              |                                                                     |

Według relacji w The Age frekwencja na meczu wynosiła 7 000 widzów.
| 17 października 1965 | St George Budapest · Hugo Rodriguez 3' k. 50' 66' | 3 – 0Raport | Wallsend | Wentworth Park, Sydney Widzów: 1 000 Sędzia: Roger Lamb |
|                      |                                                   |             |          |                                                         |

### Ćwierćfinały
| 24 października 1965 | George Cross · R. Mayle · B. Horsfall | 3 – 1Raport | Melbourne Juventus · Luckhurst | Olympic Park Stadium, Melbourne Widzów: 5 500 Sędzia: Harold Parsons |
|                      |                                       |             |                                |                                                                      |

| 31 października 1965 | APIA Leichhardt · J. Wong | 2 – 1Raport | South Coast United · P. Beattie | Wentworth Park, Sydney Widzów: 4 200 Sędzia: Vince Dobinson |
|                      |                           |             |                                 |                                                             |

| 31 października 1965 | Sydney Hakoah · G. Hood · J. Christie · D. Holden · M. Schaefer sam.' | 4 – 1Raport | St George Budapest · H. Rodriguez | Wentworth Park, Sydney Widzów: 4 200 Sędzia: R. Roth |
|                      |                                                                       |             |                                   |                                                      |

Spotkania pomiędzy APIA Leichhardt – South Coast United i Sydney Hakoah – St George Budapest zostały rozegrane tego samego dnia na tym samym obiekcie.  
| 31 października 1965 | South Melbourne Hellas · L. Damanaikos | 1 – 0Raport | Adelaide Juventus | Olympic Park Stadium, Melbourne Widzów: 10 000 Sędzia: Tony Boskovic |
|                      |                                        |             |                   |                                                                      |

### Półfinały
| 7 listopada 1965 | South Melbourne Hellas · L. Damanaikos · E. Ackerley | 2 – 2Raport | APIA Leichhardt · G. McKinnon · J. Wong | Olympic Park Stadium, Melbourne Widzów: 12 000 Sędzia: Bill Hosie |
|                  |                                                      |             |                                         |                                                                   |

Według relacji w The Age strzelcami bramek dla APIA Leichhardt byli Giacometti i Wong, a według The Sydney Morning Herald byli to McKinnon i Giacometti.
| 7 października 1965 | Sydney Hakoah · J. Christie · H. Ninaus · J. McDaid sam.' | 4 – 1Raport | George Cross · R. Mayle | Wentworth Park, Sydney Widzów: 4 500 Sędzia: Nicholas Szego |
|                     |                                                           |             |                         |                                                             |

#### Rewanże
| 14 listopada 1965 | APIA Leichhardt · J. Giacometti · J. Garcia · G. McKinnon | 4 – 1Raport | South Melbourne Hellas · E. Ackerley | Wentworth Park, Sydney Widzów: 7 400 Sędzia: Bill Hosie |
|                   |                                                           |             |                                      |                                                         |

| 14 listopada 1965 | George Cross · R. Mayle k.' | 1 – 2Raport | Sydney Hakoah · k.' k.' H. Ninaus | Olympic Park Stadium, Melbourne Widzów: 7 000 Sędzia: Vince Dobinson |
|                   |                             |             |                                   |                                                                      |

### Finał
| 21 listopada 1965 | Sydney Hakoah · J. Christie | 1 – 1 (dog.) k. 13:13Raport | APIA Leichhardt · J. Garcia | Wentworth Park, Sydney Widzów: 5 900 Sędzia: Tony Boskovic |
|                   |                             |                             |                             |                                                            |

Konkurs rzutów karnych został przerwany po 15. serii z powodu zapadających ciemności. Za zgodą obu zespołów zapadła decyzja o powtórzeniu spotkania.  

#### Mecz powtórzony
| 24 listopada 1965 | Sydney Hakoah · D. Reid · H. Ninaus | 2 – 1Raport | APIA Leichhardt · J. Wong | Sydney Showground, Sydney Widzów: 3 5000 Sędzia: Tony Boskovic |
|                   |                                     |             |                           |                                                                |

| Zdobywca Australia Cup 1965       |
| --------------------------------- |
| Sydney Hakoah 1. tytuł w historii |